# Jerolim Atik Bartučević
Jerolim Atik Bartučević (Hvar, potkraj 15. stoljeća – Hvar, između 1557. i 1560.) je bio hvarski vlastelin, hrvatski humanist i hrvatski pjesnik. Obnašao je dužnosti u hvarskoj komuni. Sin je Hortenzija Bartučevića i unuk rodotvorca Bartuča, iz plemenitaške obitelji Bartučevića.
Bio je iz vlastelinske obitelji. U Hvaru je bio učiteljem gramatike i pročelnikom škole u Hvaru. U društvu je najveći ugled stekao kao humanist i pjesnik. 
U hrvatskim književnim krugovima je prepoznat kao vrijednost te ga spominju Vinko Pribojević i Hektorović. Potonji mu je posvetio stihove te poslanicu u Ribanju i ribarskom prigovaranju ("plemenitomu, i velepoštovanomu gospodinu Hijeronimu Bartučeviću). Ludovik Paskalić napisao mu je poslanicu prigodom supruzine smrti (Ad Hieronymum Bertutium Atticum consolatio in morte coniugis).
Književna djela Jerolima Bartučevića nisu sačuvana.
Imao je trojicu sinova, od kojih valja spomenuti Hortenzija, suca, kamerlenga i hrv. pjesnika te Petra, slikara.
Nosio je naslov viteza Zlatne ostruge.